# HD 106760
HD 106760 är en orange jätte i stjärnbilden Berenikes hår.
Stjärnan har visuell magnitud +4,94 och är svagt synlig för blotta ögat vid normal seeing.